# In the Land of Grey and Pink
In the Land of Grey and Pink is het derde album van de Britse progressieve rockband Caravan. Caravan is een van de centrale bands binnen de Canterbury-scene.
Het album wordt gezien als een klassieker binnen het progressive rock-genre en is het laatste album waaraan toetsenist David Sinclair meewerkte. Opmerkelijk is het aandeel van bassist/gitarist Richard Sinclair in het schrijven van de nummers. Bovendien is op vocaal gebied de hoofdrol in alle nummers (behalve 'Love to Love You') voor hem weggelegd.

## Tracklist
1. Golf Girl – 5:05 (Richard Sinclair)
2. Winter Wine - 7:46 (Richard Sinclair)
3. Love To Love You (And Tonight Pigs Will Fly) - 3:06 (Pye Hastings)
4. In The Land Of Grey And Pink - 4:51 (Richard Sinclair)
5. Nine Feet Underground - 22:40 (David Sinclair)
  1. Nigel Blows A Tune - 5:42
  2. Love's A Friend - 3:20
  3. Make It 76 - 1:45
  4. Dance Of The Seven Paper Hankies - 1:08
  5. Hold Grandad By The Nose - 2:18
  6. Honest I Did ! - 2:01
  7. Disassociation - 3:16
  8. 100% Proof - 3:10

Bonus tracks op de heruitgebrachte CD in 2001:
1. Frozen Rose - 6:12 (Richard Sinclair)
2. Aristocracy - 3:42 (Pye Hastings)
3. It's Likely To Have A Name Next Week - 7:48 (Richard Sinclair)
4. Group Girl - 5:04 (Richard Sinclair)
5. Disassociation / 100% Proof (nieuwe mix) - 8:35 (David Sinclair)

## Bezetting
- Richard Sinclair, gitaar, basgitaar, zang
- Pye Hastings, zang, gitaar
- Richard Coughlan, drums
- David Sinclair, orgel, piano

Gastoptreden van:
- Jimmy Hastings
- Dave Grinstead
- John Beecham